# Jennifer Hackshaw
Jennifer Hackshaw (Caracas, Venezuela, 1948), también conocida como Yeni es una artista del performance y el video. Actualmente vive y trabaja en Salamanca, España.

## Educación
Realiza estudios en la Escuela Cristóbal Rojas (1975-1977), la Central School of Art y la Chelsea School of Art (Londres, 1977-1978), la Escuela Superior de la Imagen (Cannes, Francia, 1978-1980) y el Taller de Cine Experimental con el cineasta Alfredo Anzola (Caracas, 1980). 

## Obra
Desde 1979 y hasta 1986 establece un vínculo creativo con Nan González (María Luisa González) y juntas comienzan a realizar, con el nombre Yeni y Nan, performances e instalaciones de multimedia, que identifican toda una propuesta del arte conceptual de los ochenta. Durante esta etapa desarrollan sus proposiciones a partir de tres temas básicos: el problema de la identidad personal, el de los límites de espacio individual y compartido en la dialéctica tú-yo y el de los elementos naturales (Flores, 1983, p. 29). El cuerpo y la aproximación a la naturaleza constituyeron temas centrales de sus investigaciones y reflexiones en la búsqueda de claves vitales de la creación y la vida.  Las artistas han entramado la filiación automeditativa e interiorista con los llamados ecológicos de las vanguardias del Siglo XX y con simbologías primitivas del mundo natural, produciendo conmovedoras propuestas conceptuales y estéticas tanto de humanidad como de naturaleza, “el cuerpo de uno como cuerpo del mundo” (el bien o la debacle del planeta como bien o debacle del ser).
Yeni y Nan desarrollaron acciones corporales sobre los ciclos de la vida, como los nacimientos y las transfiguraciones, y también sobre los elementos de la naturaleza; el agua, la tierra y el aire. Realizaron, a su vez, eventos en donde involucraron al paisaje natural de Venezuela, como en “Salinas de Araya”, uno de sus trabajos más emblemáticos que inspiró también el largometraje de Margot Benacerraf. En los setenta y ochenta el dúo coincidió en Venezuela con otros creadores de performances que trabajaron los rituales del ser nacional, la comunicación, la pasión amorosa y la violencia. Yeni y Nan,  junto con Antonieta Sosa, fueron las únicas mujeres de aquel conjunto de creadores tan significativo para la época, y dieron mayor espacio a los procesos de la vida interior y a las transformaciones psicofísicas de sus anatomías, actuando con intensidad autoconcentrada y meditativa al recrear muy lentamente los ritmos internos y externos en sus cuerpos, influenciadas por las artes marciales, la psicología, el teatro, la danza y el cine.  Sus obras desafían las convenciones y las formas tradicionales del arte utilizando sus propios cuerpos y sentidos en acción como vías de representación estética en la búsqueda de un arte directo, sensorial y participativo. A diferencia de otros artistas cuyos trabajos abordan temas sociopolíticos y la denuncia social, Yeni y Nan presentan colecciones relacionadas con lo más interno del ser, acercándose al cuerpo. Según María Elena Ramos, curadora de algunas de sus exposiciones, las obras son un “soporte a la vez ecológico, plástico y poético”.
En 1980, con el cuerpo como elemento central, Yeni y Nan presentan Presencias y Arte artista (GAN), esqueleto metálico de un cubo con el cual buscaban expresar a través del lenguaje de gestos y movimientos, la unificación del espacio interno que se desea romper para alcanzar la experiencia liberadora del espacio exterior. 
En 1981, con Integraciones en el agua, participan en la XVI Bienal de São Paulo. En esa ocasión, la performance le permitió ensamblar un lenguaje visual, sonoro y táctil. Ese mismo año, en el “Coloquio de arte no objetual” organizado en el Museo de Arte Moderno (Medellín, Colombia), se presentan con su Acción divisoria del espacio. 
En 1982 realizan en los espacios de la GAN la performance Integraciones en el agua y representan a Venezuela en la Bienal de Jóvenes Artistas de París (Museo de Arte Moderno de la Ciudad de París) con Integraciones contemplativas e Integraciones en agua II. 
En 1983, en el Espacio Alterno de la GAN, instalan su video-performance Transfiguración, elemento tierra en el marco de la exposición colectiva “Autorretrato. El artista como objeto-sujeto del arte”. 
En 1985, en el III Salón Nacional de Jóvenes Artistas del MACC (consagrado en esa edición a las instalaciones), participan con Hombre y sal, obra con la que obtienen el primer premio. Esta misma instalación ampliada fue representada en el Museo de Arte La Rinconada (Caracas) bajo el título de Simbolismos de la cristalización: hombre-sal II, la última proposición realizada por Yeni y Nan en el marco de la exposición “Naturaleza en tres tiempos”.
En abril de 2010 presentan en Faría+Fábregas Galería una muestra conceptualista conformada por un grupo de fotografías, polaroids y videos que registran los principales performances y acciones desarrollados por las artistas, titulada “El agua, la salina, la tierra (Acciones corporales 1978/1986)”. La muestra presenta una selección de imágenes de algunos eventos corporales de las artistas. A través de la metáfora su gestualidad de sumersión en el agua da imagen y memoria de los ciclos naturales del origen, y sus pausados movimientos remiten tanto a la extensión de los mares en los que surgió la vida como a la concentración que en los contenedores de plástico estrechan sus movimientos antes de alcanzar su salida a la luz.  La húmeda capa de tierra que envuelve los rostros de las artistas, y que se va resecando muestra la fragilidad humana y a la vez la del planeta, sus peligros de sequía, infertilidad y extinción.  Varias de las piezas que conforman las exhibiciones fueron grabadas en formato Umatic y editadas por las artistas con dos betamax y una moviola casera.

## Exposiciones
- 1979 “20 Artistas venezolanos de hoy” CAYC Buenos Aires
- 1979 “Nacimiento I y II”, Galería Ángel Boscán (con Nan González)
- 1979 Salón Arturo Michelena
- 1980 “Presencias”, GAN (con Nan González)
- 1981 Bienal de Sao Paulo
- 1981 Coloquio de Arte No-Objetual, Museo de Arte Moderno de Medellín
- 1982 “Integraciones contemplativas”, GAN (con Nan González)
- 1982 Bienal de Jóvenes Artistas de París, Museo de Arte Moderno de París
- 1983 “Transfiguración del elemento tierra”, Sala Mendoza (con Nan González)
- 1985 III Salón Nacional de Jóvenes Artistas, Museo de Arte Contemporáneo de Caracas
- 1986 Museo de Arte La Rinconada, Caracas
- 1992 “Cristal-Luz/Despertar del ser”, MBA

## Colecciones
- GAN
- MACCSI
- MBA

## Premios
- 1985 Primer premio, III Salón Nacional de Jóvenes Artistas, MACC